# Пјана (Кампобасо)
Пјана је насеље у Италији у округу Кампобасо, региону Молизе.
Према процени из 2011. у насељу је живело 258 становника. Насеље се налази на надморској висини од 628 м.